# Melegvölgyitanya
Melegvölgyitanya románul: Valea Caldă falu Romániában, Erdélyben, Kolozs megyében.

## Fekvése
Katona (Cătina) közelében fekvő település.

## Története
Melegvölgyitanya (Valea Caldă) korábban Katona (Cătina) része volt, 1956 körül vált külön 268 lakossal.
1966-ban 248 lakosa volt, melyből 218 román, 30 magyar volt. 1977-ben 238 lakosából 220 román 18 magyar, 1992-ben 180 lakosából 174 román, 6 magyar, a 2002-es népszámláláskor pedig 185 lakosából 176 román, 8 magyar, 1 cigány volt.